# 埋れ木 (物語)
『埋れ木』（うもれぎ）は、平安時代に成立したと見られる日本の物語。現存する写本は無く、逸書となっている。
清少納言が『枕草子』の「物語は」の段（日本古典文学大系第212段）において『住吉物語』（現存する写本は鎌倉時代以降の改作と見られる）や『うつほ物語』と共に本作の名を挙げていることから存在が知られているものの、作者や筋書きについては完全に不詳である。
『風葉和歌集』には本作の主人公と見られるうもれ木の少将が作中で詠んだとされる和歌が2首採録されており、物語の表題としては『浜松中納言物語』（別名『御津の浜松』）などと同様『埋れ木少将物語』と称すべきではないかとの見解も存在する。